# Ministère des Technologies de l'information et des Communications
Le ministère des Technologies de l'information et des Communications (espagnol : Ministerio de Tecnologías de la Información y las Comunicaciones) est le ministère colombien qui s'occupe des technologies de l'information et de la communication, des télécommunications et du secteur de l'audiovisuel en Colombie.